# Camille Kouchner
Camille Kouchner (Paris, 17 de junho de 1975) é uma advogada, acadêmica e professora de direito privado francesa. Com seu livro La familia grande, ela iniciou o escândalo Duhamel.

## Biografia
Camille Kouchner nasceu em 17 de junho de 1975, filha do médico e político Bernard Kouchner e da escritora e cientista política Évelyne Pisier. Ela é sobrinha do matemático Gilles Pisier e da atriz e romancista Marie-France Pisier.
Após o divórcio de seus pais em 1984, ela foi parcialmente criada pelo segundo marido de sua mãe, o cientista político Olivier Duhamel. Ela tem dois irmãos, incluindo um gêmeo, além de uma meia-irmã e um meio-irmão adotado por sua mãe e Olivier Duhamel. Em 2015, ela teve uma reação forte ao ver o filme Mon roi, de Maïwenn, que havia dado o papel de mãe à tia Marie-France Pisier em Pardonnez-moi, que narrou a relação incestuosa entre a diretora e seu padrasto.
No início de janeiro de 2021, em seu livro La Familia grande, Camille Kouchner acusa seu padrasto, Olivier Duhamel, de incesto, estupro e agressão sexual "repetidos por anos". Ela nos conta que, de 1988 a 1989, seu padrasto abusou regularmente de seu irmão gêmeo (rebatizado de Victor no livro) durante a adolescência.